# Isola Eretik
L'isola Eretik (in russo остров Еретик, ostrov Eretik) è un'isola russa, bagnata dal mare di Barents.
Amministrativamente fa parte del Kol'skij rajon, dell'oblast' di Murmansk, nel Circondario federale nordoccidentale.

## Geografia
L'isola è situata all'ingresso del golfo dell'Ura (губа Ура), nella parte sudoccidentale del mare di Barents. Dista dalla terraferma, nel punto più vicino, circa 790 m.
Eretik è un'isola dalla forma allungata, orientata in direzione ovest-est. L'estremità occidentale chiude l'ingresso della baia di Port Vladimir (бухта Порт Владимир) sulla grande isola Šalim mentre quella orientale termina nel capo Krasnyj (мыс Красный).

Misura circa 2,925 km di lunghezza e 1,3 km di larghezza massima. Lungo la costa centro-meridionale, raggiunge l'altezza massima di 84,2 m s.l.m.

Le coste a sud sono lineari e più alte e rocciose rispetto alle coste a nord e est, dove sono presenti due piccole baie; all'interno di quella orientale c'è un isolotto senza nome. Lungo tutta la parte settentrionale sono presenti piccoli laghi e una zona umida. 
Alle estremità est e ovest si trovano due fari. Al centro, sull'altura maggiore, si trova invece un punto di triangolazione geodetica.

## Isole adiacenti
Oltre all'isola Šalim, nelle vicinanze di Eretik si trovano:
- Isola Staričichin (Остров Старичихин), 260 m a nordest di Eretik; di forma ovale, è lunga 365 m e larga circa 200 m. (69°25′28.3″N 33°09′03.5″E)
- Isola Bezymjannyj (Остров Безымянный), tra Šalim ed Eretik e a meno di 50 m da quest'ultima, si trova a nord della baia di Port Vladimir; è lunga 430 m e larga 230 m. (69°25′03″N 33°08′37.3″E)
- Isole Šurinovy (Острова Шуриновы), sono un gruppo di tre isolotti 340 m a est di Eretik. L'isola maggiore è la più orientale, lunga 220 m e larga 170 m. (69°25′05.55″N 33°14′03.9″E)
- Isola Nakoval'nja (Остров Наковальня), a est delle isole Šurinovy e 2,2 km da Eretik, è un'isoletta pressappoco circolare dal diametro di circa 150 m. Tra essa e le isole Šurinovy ci sono diversi scogli e isolotti senza nome. (69°25′14.5″N 33°16′28.05″E)
- Isola Šaralov (Остров Шаралов), si trova a sud delle isole Šurinovy e 465 m a sudest di Eretik; è lunga 460 m e larga 180 m. (69°24′50.25″N 33°13′24.35″E)
- Isola Mogil'nyj (Остров Могильный), si trova a sud della costa centro-orientale di Šalim, a 4,5 km da Eretik, di fronte all'ingresso della baia Kislaja; è lunga 150 m e larga 140 m. (69°22′54.75″N 33°04′17.325″E)
- Isole Sennye Ludy (Острова Сенные Луды), sono un gruppo di tre piccole isole e alcuni scogli a sud di Šalim, 7,7 km da Eretik. L'isola maggiore è la più orientale con i suoi 160 m di lunghezza e 100 m di larghezza. (69°22′25.9″N 32°58′53.6″E)